# Nati il 15 gennaio

## I secolo a.C.(1)
- 5 a.C. - Liu Xiu, imperatore cinese († 57)

## IV secolo(1)
- 312 - Geminiano di Modena, vescovo e santo italiano († 397)

## XI secolo(1)
- 1096 - Teodora Comnena, nobile bizantina

## XIII secolo(1)
- 1291 - Giovanna II di Borgogna, regina († 1330)

## XV secolo(5)
- 1420 - Bernardo Bandini Baroncelli, mercante italiano († 1479)
- 1432 - Alfonso V del Portogallo, sovrano († 1481)
- 1481 - Ashikaga Yoshizumi, militare giapponese († 1511)
- 1490 - Francesco Frigimelica, medico italiano († 1558)
- 1491 - Nicolò Da Ponte, doge († 1585)

## XVI secolo(4)
- 1538 - Maeda Toshiie, militare giapponese († 1599)
- 1547 - Edvige di Württemberg, principessa tedesca († 1590)
- 1555 - Girolamo Agucchi, cardinale italiano († 1605)
- 1590 - Antonio Sancho Dávila de Toledo y Colonna, generale e politico spagnolo († 1666)

## XVII secolo(11)
- 1607 - Cassiano da Nantes, presbitero e missionario francese († 1638)
- 1613 - Giovanni Pietro Bellori, scrittore, antiquario e storico dell'arte italiano († 1696)
- 1621 - Antoine Le Pautre, architetto, decoratore e incisore francese († 1691)
- 1667 - Ottavio II Gonzaga, letterato italiano († 1709)
- 1667 - Cesare Michelangelo d'Avalos, militare e politico italiano († 1729)
- 1675 - Nicolas Prosper Bauyn d'Angervilliers, politico e nobile francese († 1740)
- 1678 - François Gigot de La Peyronie, medico francese († 1747)
- 1679 - Giuseppe Pinzani, pittore italiano († 1740)
- 1686 - Pietro Antonio Corsignani, vescovo cattolico e storico italiano († 1751)
- 1689 - Giovanni Gaetano Bottari, filologo, lessicografo e archeologo italiano († 1775)
- 1697 - Giovanni Battista Alfieri di Cortemilia, politico e generale italiano († 1763)

## XVIII secolo(45)
- 1703 - Paolo De Majo, pittore italiano († 1784)
- 1703 - Johann Ernst Hebenstreit, botanico e naturalista tedesco († 1757)
- 1703 - Enrichetta Luisa di Borbone-Condé, nobile († 1772)
- 1704 - Mauro Soderini, pittore italiano
- 1705 - Ludovico Gruno d'Assia-Homburg, generale e nobile tedesco († 1745)
- 1709 - Giovanni Francesco Salvemini, matematico e astronomo italiano († 1791)
- 1722 - Nicolò Erizzo, politico e diplomatico italiano († 1806)
- 1724 - Antoine Delarbre, botanico e geologo francese († 1807)
- 1730 - Louis Dutens, scrittore, traduttore e filologo francese († 1812)
- 1730 - Mauro Antonio Tesi, pittore, incisore e architetto italiano († 1766)
- 1732 - Francesco Paolo Perremuto, arcivescovo cattolico italiano († 1791)
- 1732 - Jean-Baptiste-Antoine Suard, giornalista francese († 1817)
- 1733 - Joseph Lederer, compositore tedesco († 1796)
- 1735 - Mauro Picenardi, pittore italiano († 1809)
- 1737 - Karl Henrici, pittore austriaco († 1823)
- 1737 - Luca Antonio Pagnini, religioso e grecista italiano († 1814)
- 1742 - Beda Mayr, scrittore tedesco († 1794)
- 1746 - Balthasar Anton Dunker, pittore e incisore tedesco († 1807)
- 1746 - Jacques Léopold de La Tour d'Auvergne, nobile francese († 1802)
- 1747 - John Aikin, scrittore inglese († 1822)
- 1754 - Jacques Pierre Brissot, politico e giornalista francese († 1793)
- 1754 - Friedrich Gedike, teologo e pedagogista tedesco († 1803)
- 1759 - Paolo Assalini, medico italiano († 1846)
- 1761 - Michele Buniva, medico, veterinario e patriota italiano († 1834)
- 1763 - François-Joseph Talma, attore teatrale francese († 1826)
- 1772 - Marie-Victoire Jaquotot, pittrice francese († 1855)
- 1773 - Antoine-Léonard Chézy, linguista e traduttore francese († 1832)
- 1773 - Melchiorre Missirini, letterato e biografo italiano († 1849)
- 1775 - Giosuè Sangiovanni, zoologo italiano († 1849)
- 1776 - Guglielmo Federico di Hannover, nobile inglese († 1834)
- 1779 - Jean Coralli, coreografo e ballerino francese († 1854)
- 1780 - Hippolyte de Bouchard, militare e corsaro francese († 1837)
- 1781 - Juan Nepomuceno de Moncada, nobile e militare messicano († 1850)
- 1783 - Giovanni Casoni, ingegnere, storico e archeologo italiano († 1857)
- 1783 - Giuseppe Maria Maniscalco, vescovo cattolico italiano († 1855)
- 1785 - William Prout, chimico britannico († 1850)
- 1786 - Jean Alaux, pittore francese († 1864)
- 1791 - Franz Grillparzer, scrittore e drammaturgo austriaco († 1872)
- 1792 - Michail Nikolaevič Lermontov, ammiraglio russo († 1866)
- 1792 - Giuseppe Martelli, architetto italiano († 1876)
- 1793 - Ferdinand Georg Waldmüller, pittore e scrittore austriaco († 1865)
- 1795 - Friedrich Hoffmann, generale e politico tedesco († 1879)
- 1796 - Pavel Petrovič Liprandi, generale russo († 1864)
- 1796 - Andrea Vochieri, patriota italiano († 1833)
- 1799 - Giuseppe Rapisardi, pittore italiano († 1853)

## XIX secolo(203)
- 1801 - Antoine Charma, filosofo, archeologo e paleografo francese († 1869)
- 1801 - Antonio Ranza, vescovo cattolico italiano († 1875)
- 1803 - Claude-Antoine Girard, politico francese († 1863)
- 1803 - Heinrich Daniel Ruhmkorff, fisico tedesco († 1877)
- 1804 - Adalbert Widmann, politico e nobile boemo († 1888)
- 1805 - Louise Bertin, compositrice e poetessa francese († 1877)
- 1807 - Hermann Burmeister, zoologo e entomologo tedesco († 1892)
- 1807 - Johann Velten, pittore tedesco († 1883)
- 1809 - Louis Henri Armand Béhic, politico, avvocato e imprenditore francese († 1891)
- 1809 - Pierre-Joseph Proudhon, filosofo, economista e sociologo francese († 1865)
- 1811 - Giuseppe Cafasso, presbitero italiano († 1860)
- 1811 - Abby Kelley Foster, attivista statunitense († 1887)
- 1812 - Peter Christen Asbjørnsen, scrittore norvegese († 1885)
- 1812 - Wilhelm von Abbema, pittore e incisore tedesco († 1889)
- 1813 - Laura Solera Mantegazza, filantropa e patriota italiana († 1873)
- 1813 - Alessandro Rocci, militare e politico italiano († 1861)
- 1814 - Pierre-Jules Hetzel, editore francese († 1886)
- 1814 - Ludwig Schläfli, matematico svizzero († 1895)
- 1815 - Warren de la Rue, astronomo e chimico britannico († 1889)
- 1815 - Bertha Wehnert-Beckmann, fotografa tedesca († 1901)
- 1816 - Marie Lafarge, francese († 1852)
- 1817 - Leser Landshuth, rabbino tedesco († 1887)
- 1820 - Théodore Bachelet, lessicografo, bibliografo e musicologo francese († 1879)
- 1821 - Lafayette McLaws, generale statunitense († 1897)
- 1821 - Giuseppe Sanna Sanna, politico italiano († 1875)
- 1822 - Bernardino da Portogruaro, francescano e arcivescovo cattolico italiano († 1895)
- 1822 - Antonio Busciolano, scultore italiano († 1871)
- 1822 - Salvatore Marchesi, baritono, compositore e traduttore italiano († 1908)
- 1822 - Giacomo Pagliari, militare italiano († 1870)
- 1823 - Almerico Cristin, veterinario italiano († 1891)
- 1823 - Jean Auguste Margueritte, generale francese († 1870)
- 1823 - Biagio Miraglia, presbitero, patriota e poeta italiano († 1885)
- 1824 - Marie Duplessis, francese († 1847)
- 1825 - Salvatore Bongi, storico, bibliografo e archivista italiano († 1899)
- 1825 - Maurice Strakosch, pianista e impresario teatrale statunitense († 1887)
- 1826 - Clementine Abel, scrittrice tedesca († 1905)
- 1827 - Giovanni Chiassi, patriota, militare e politico italiano († 1866)
- 1829 - Felice D'Errico, imprenditore e politico italiano († 1901)
- 1829 - Lucien Douillard, architetto francese († 1888)
- 1829 - Silas Weir Mitchell, medico e scrittore statunitense († 1914)
- 1830 - Jean-Baptiste Faure, baritono francese († 1914)
- 1831 - Georg Sauerwein, editore, poeta e linguista tedesco († 1904)
- 1832 - Raffaele Falcone, militare italiano († 1907)
- 1832 - Carl Friedrich Schmidt, geologo, paleontologo e botanico estone († 1908)
- 1833 - Louis Paulsen, scacchista tedesco († 1891)
- 1834 - Eugène Bertrand, comico, impresario teatrale e direttore teatrale francese († 1899)
- 1834 - Frederick DuCane Godman, entomologo e ornitologo inglese († 1919)
- 1835 - Arthur Pember, calciatore, alpinista e avvocato britannico († 1886)
- 1836 - Jean-Baptiste Abbeloos, orientalista belga († 1906)
- 1836 - Alexis Bouvier, romanziere, librettista e paroliere francese († 1892)
- 1841 - Sarah Doudney, scrittrice e poetessa britannica († 1926)
- 1841 - Thomas Gibson Bowles, giornalista e editore inglese († 1922)
- 1841 - Frederick Stanley, XVI conte di Derby, politico britannico († 1908)
- 1842 - Josef Breuer, medico austriaco († 1925)
- 1842 - Paul Lafargue, rivoluzionario, giornalista e scrittore francese († 1911)
- 1842 - Mary MacKillop, religiosa australiana († 1909)
- 1843 - Cesare Coralli, carabiniere italiano († 1912)
- 1844 - Cole Younger, pistolero statunitense († 1916)
- 1847 - Camille Doncieux, francese († 1879)
- 1849 - Luigi Canepa, compositore e patriota italiano († 1914)
- 1850 - Mihai Eminescu, poeta, filologo e scrittore rumeno († 1889)
- 1850 - Paul Guiraud, storico francese († 1907)
- 1850 - Sof'ja Vasil'evna Kovalevskaja, matematica, fisica e attivista russa († 1891)
- 1851 - Martin Theodoor Houtsma, arabista, islamista e turcologo olandese († 1943)
- 1851 - Alexander Moszkowski, scrittore e filosofo tedesco († 1934)
- 1853 - Rutland Barrington, attore, cantante e baritono britannico († 1922)
- 1853 - Albert Wills McIntire, politico statunitense († 1935)
- 1853 - Tom Ricketts, attore, regista e sceneggiatore britannico († 1939)
- 1857 - Alexander Fritz, scacchista tedesco († 1932)
- 1858 - Riccardo Bollati, diplomatico e politico italiano († 1939)
- 1858 - Albert Gilchrist, politico e militare statunitense († 1926)
- 1858 - Giovanni Segantini, pittore italiano († 1899)
- 1859 - Paul Gourret, zoologo francese († 1903)
- 1859 - Archibald Gracie IV, scrittore statunitense († 1912)
- 1860 - Luigi Credaro, politico, storico della filosofia e pedagogista italiano († 1939)
- 1861 - Karl Georg Fugger von Babenhausen, principe e politico tedesco († 1925)
- 1863 - Edward Gleichen, generale inglese († 1937)
- 1863 - Frederic George Kenyon, paleografo e papirologo britannico († 1952)
- 1863 - Wilhelm Marx, politico tedesco († 1946)
- 1864 - Isa Boletini, militare e politico albanese († 1916)
- 1864 - Frances Benjamin Johnston, fotografa e fotoreporter statunitense († 1952)
- 1865 - Sophia Goudstikker, fotografa tedesca († 1924)
- 1866 - Emilio Faelli, giornalista, scrittore e politico italiano († 1941)
- 1866 - Nathan Söderblom, arcivescovo luterano, teologo e storico delle religioni svedese († 1931)
- 1867 - Anna Franchi, scrittrice e giornalista italiana († 1954)
- 1867 - Eustachio Kugler, religioso tedesco († 1946)
- 1867 - Henry Stephens Washington, geologo statunitense († 1934)
- 1867 - Maria Teresa di Borbone-Due Sicilie, principessa († 1909)
- 1868 - Luigi Fontana Russo, economista italiano († 1953)
- 1868 - Otto von Lossow, generale tedesco († 1938)
- 1869 - Ruby Laffoon, avvocato e politico statunitense († 1941)
- 1869 - Stanisław Wyspiański, pittore, poeta e architetto polacco († 1907)
- 1870 - Johan Peter Koch, ufficiale e esploratore danese († 1928)
- 1871 - Louis Riboulet, pedagogo francese († 1944)
- 1872 - José Alves Correia da Silva, vescovo cattolico portoghese († 1957)
- 1872 - Arsen Borisovič Kocoev, scrittore e traduttore russo († 1944)
- 1872 - Ahmed Lutfi al-Sayyed, politico, diplomatico e attivista egiziano († 1963)
- 1872 - Hugo Rüster, canottiere tedesco († 1962)
- 1872 - Vincenzo Spampanato, storico della filosofia italiano († 1928)
- 1873 - Max Adler, filosofo, sociologo e politico austriaco († 1937)
- 1873 - Ivan Vasil'evič Babuškin, rivoluzionario russo († 1906)
- 1874 - Fernand Nozière, commediografo e giornalista francese († 1931)
- 1875 - Tom Burke, velocista statunitense († 1929)
- 1875 - Maria Forescu, attrice rumena († 1947)
- 1875 - Luigi Variara, presbitero e missionario italiano († 1923)
- 1876 - Abd al-Aziz dell'Arabia Saudita, sovrano saudita († 1953)
- 1877 - Domenico Fradiacono, fantino italiano († 1952)
- 1877 - Lewis Madison Terman, psicologo statunitense († 1956)
- 1878 - André Corap, generale francese († 1953)
- 1878 - Maurizio Maraviglia, politico italiano († 1955)
- 1878 - Gustavo Pesenti, generale italiano († 1960)
- 1879 - Pavel Petrovič Bažov, scrittore e politico sovietico († 1950)
- 1879 - Samuel Biarnay, orientalista francese († 1918)
- 1879 - Carlo Campanella, mafioso statunitense († 1975)
- 1879 - Mazo de la Roche, scrittrice canadese († 1961)
- 1879 - Ernest Thesiger, attore britannico († 1961)
- 1880 - Rita Sacchetto, ballerina e attrice tedesca († 1959)
- 1881 - Michel Abonnel, pittore francese († 1915)
- 1881 - Pierre Monatte, sindacalista francese († 1960)
- 1882 - Robert Lane, calciatore canadese († 1940)
- 1882 - Margherita di Connaught, principessa britannica († 1920)
- 1882 - Florian Znaniecki, filosofo e sociologo polacco († 1958)
- 1883 - Kathleen Innes, pacifista inglese († 1967)
- 1883 - Ward McLanahan, astista e ostacolista statunitense († 1974)
- 1883 - James Mercer, matematico britannico († 1932)
- 1883 - Lucien Pothier, ciclista su strada francese († 1957)
- 1883 - Vladimir Michajlovič Zagorskij, rivoluzionario e politico russo († 1919)
- 1884 - Giuseppe Cesare Balbo, compositore italiano († 1976)
- 1884 - Uriel Nespoli, direttore d'orchestra italiano († 1973)
- 1884 - Josip Vandot, scrittore sloveno († 1944)
- 1885 - Miles Burke, pugile statunitense († 1928)
- 1885 - Virgilio Giotti, poeta italiano († 1957)
- 1885 - Claës König, cavaliere svedese († 1961)
- 1885 - Arnaldo Malan, medico italiano († 1948)
- 1885 - Mário de Noronha, schermidore portoghese († 1973)
- 1886 - Jenő Károly, calciatore e allenatore di calcio ungherese († 1926)
- 1887 - Jay Nash McCrea, pistard statunitense († 1959)
- 1887 - Mauro Pellicioli, restauratore e pittore italiano († 1974)
- 1887 - Charley Rogers, attore, sceneggiatore e regista cinematografico statunitense († 1956)
- 1887 - Tatiana Schucht, insegnante e traduttrice russa († 1943)
- 1888 - Virginia Balistrieri, attrice italiana († 1960)
- 1888 - Joseph Henabery, regista, attore e sceneggiatore statunitense († 1976)
- 1888 - Carlo Maranghi, calciatore e allenatore di calcio italiano († 1940)
- 1889 - Angelo Binaschi, calciatore italiano († 1973)
- 1889 - Camillo Guerra, ingegnere e architetto italiano († 1960)
- 1889 - Walter Serner, scrittore e saggista boemo († 1942)
- 1889 - Mishka Ziganoff, musicista ucraino († 1967)
- 1890 - Yusuf Izzuddin Shah di Perak, sovrano malese († 1963)
- 1891 - Franz Babinger, storico e turcologo tedesco († 1967)
- 1891 - Alberto Carosi, pittore italiano († 1967)
- 1891 - Ray Chapman, giocatore di baseball statunitense († 1920)
- 1891 - Leopoldo Conforti, magistrato italiano († 1962)
- 1891 - Vannuccio Faralli, giornalista, partigiano e politico italiano († 1969)
- 1891 - Osip Ėmil'evič Mandel'štam, poeta, letterato e saggista russo († 1938)
- 1891 - Diana Budisavljević, attivista austriaca († 1978)
- 1892 - Hobey Baker, hockeista su ghiaccio statunitense († 1918)
- 1892 - William Beaudine, regista, attore e produttore cinematografico statunitense († 1970)
- 1892 - Friedrich-Georg Eberhardt, generale tedesco († 1964)
- 1892 - Rex Ingram, regista, sceneggiatore e produttore cinematografico irlandese († 1950)
- 1892 - Samuel Knutzen, dirigente sportivo e calciatore norvegese († 1975)
- 1892 - Amina Pirani Maggi, attrice italiana († 1979)
- 1892 - Comunardo Morelli, politico italiano
- 1892 - Jean du Plessis de Grenédan, dirigibilista francese († 1923)
- 1892 - Nurija Pozderac, insegnante e politico bosniaco († 1943)
- 1893 - Bramante Cucini, sindacalista e politico italiano († 1936)
- 1893 - Dragiša Cvetković, politico jugoslavo († 1969)
- 1893 - Wilhelm Grimmelmann, ginnasta danese († 1959)
- 1893 - Ivor Novello, attore, compositore e sceneggiatore gallese († 1951)
- 1893 - Urho Peltonen, giavellottista finlandese († 1951)
- 1893 - Giorgio di Sassonia, principe († 1943)
- 1894 - José Luis Bustamante y Rivero, politico peruviano († 1989)
- 1894 - Vasilij Ivanovič Kuznecov, generale sovietico († 1964)
- 1894 - Jacob Opdahl, ginnasta norvegese († 1938)
- 1894 - Erich Pohl, calciatore tedesco († 1948)
- 1894 - Henk Steeman, calciatore olandese († 1979)
- 1894 - Ugo Tommei, scrittore italiano († 1918)
- 1894 - Trương Thanh Đăng, artista marziale vietnamita († 1985)
- 1895 - Jean Charbonneaux, archeologo francese († 1969)
- 1895 - Georgi Kasabov Milev, poeta, critico letterario e pittore bulgaro († 1925)
- 1895 - Artturi Ilmari Virtanen, chimico finlandese († 1973)
- 1896 - Marjorie Bennett, attrice australiana († 1982)
- 1896 - Fausto Buoninsegni, giornalista e politico italiano
- 1896 - Carlo Franchetti, alpinista e speleologo italiano († 1953)
- 1896 - Jack Oosterlaak, velocista sudafricano († 1968)
- 1897 - Carmine D'Arienzo, militare italiano († 1967)
- 1897 - Max-Josef Pemsel, generale tedesco († 1985)
- 1897 - Paolo Suraci, politico italiano († 1979)
- 1897 - Xu Zhimo, poeta cinese († 1931)
- 1898 - Erik Byléhn, mezzofondista e velocista svedese († 1986)
- 1898 - Arnaldo Carpanetti, pittore italiano († 1969)
- 1898 - Mario Cocchi, pittore italiano († 1957)
- 1898 - Sture Ericsson, ginnasta svedese († 1945)
- 1898 - Dante Pasqua, scacchista italiano († 1974)
- 1898 - Jack Silcock, calciatore inglese († 1966)
- 1899 - Goodman Ace, comico e giornalista statunitense († 1982)
- 1899 - Louis Guilloux, scrittore e traduttore francese († 1980)
- 1899 - Rocco Gullo, avvocato e politico italiano († 1972)
- 1899 - Valerio Mariani, storico dell'arte e critico d'arte italiano († 1982)
- 1900 - Compton Bennett, regista britannico († 1974)
- 1900 - William Heinesen, scrittore, poeta e pittore faroese († 1991)
- 1900 - Giuseppe Lobianco, calciatore italiano († 1980)
- 1900 - Felice Romano, attore italiano († 1959)
- 1900 - Eugenio Vinci, rugbista a 15 e allenatore di rugby a 15 italiano († 1951)

## XX secolo(1016)
- 1901 - Fritz Bechtold, alpinista e ingegnere tedesco († 1961)
- 1901 - Paul Dorn, geologo tedesco († 1959)
- 1901 - Marcel Schumann, calciatore lussemburghese († 1989)
- 1902 - Mario Assennato, avvocato e politico italiano († 2000)
- 1902 - Mariano Buratti, partigiano e militare italiano († 1944)
- 1902 - Nazım Hikmet, poeta, drammaturgo e scrittore turco († 1963)
- 1902 - Sa'ud dell'Arabia Saudita, sovrano saudita († 1969)
- 1902 - Paul Thümmel, militare e agente segreto tedesco († 1945)
- 1902 - Félix Unden, pallanuotista lussemburghese († 1989)
- 1903 - Vittorio Montiglio, militare italiano († 1929)
- 1903 - Luis Ravaschino, calciatore argentino († 1988)
- 1903 - Jan Wimmer, calciatore cecoslovacco († 1986)
- 1903 - Alberto Zampieri, pittore italiano († 1992)
- 1904 - Gunnar Åström, calciatore finlandese († 1952)
- 1904 - Harold Jefferson Coolidge, zoologo statunitense († 1985)
- 1904 - Eddie DeLange, cantautore statunitense († 1949)
- 1904 - William Findlay, calciatore statunitense († 1981)
- 1904 - Paride Stefanini, chirurgo italiano († 1981)
- 1904 - Cosme Vázquez, calciatore spagnolo († 1976)
- 1905 - Giuseppe Aloia, generale e partigiano italiano († 1980)
- 1905 - Leo Arnštam, regista e sceneggiatore sovietico († 1979)
- 1905 - Giuseppe Girgenti, politico, prefetto e avvocato italiano († 1968)
- 1905 - Dina Gralla, attrice e ballerina tedesca († 1994)
- 1905 - Gerard Loncke, ciclista su strada e pistard belga († 1979)
- 1905 - Fernand Moret, pallanuotista svizzero († 1982)
- 1905 - Secondo Pessi, politico, partigiano e sindacalista italiano († 1975)
- 1905 - Velio Spano, politico e antifascista italiano († 1964)
- 1905 - John D. Strong, astrofisico e meteorologo statunitense († 1992)
- 1905 - Torin Thatcher, attore britannico († 1981)
- 1905 - Jean Van Buggenhout, dirigente sportivo e pistard belga († 1974)
- 1905 - Roger Vella, pallanuotista maltese
- 1905 - Allie Wrubel, compositore statunitense († 1973)
- 1906 - Aroldo Corazza, calciatore italiano
- 1906 - Waldemar Gonçalves, cestista brasiliano († 1963)
- 1906 - Aristotele Onassis, armatore, imprenditore e socialite greco († 1975)
- 1906 - Riccardo Proserpio, ciclista su strada italiano († 1963)
- 1907 - Janusz Kusociński, mezzofondista polacco († 1940)
- 1907 - Marcello Pagliero, sceneggiatore, regista e attore italiano († 1980)
- 1908 - Hugh Alessandroni, schermidore statunitense († 1989)
- 1908 - Jolanda Benvenuti, montatrice italiana († 1981)
- 1908 - Antero Gheri, militare italiano († 1937)
- 1908 - Tamás Keményffy, direttore della fotografia ungherese († 2004)
- 1908 - Toney Penna, golfista e designer italiano († 1995)
- 1908 - Aldo Remondino, generale e aviatore italiano († 1990)
- 1908 - Thelma Salter, attrice statunitense († 1953)
- 1908 - Edward Teller, fisico ungherese († 2003)
- 1909 - Jean Bugatti, ingegnere e imprenditore italiano († 1939)
- 1909 - Carlo Castellani, calciatore italiano († 1944)
- 1909 - Hans Esser, schermidore tedesco († 1988)
- 1909 - Gene Krupa, batterista statunitense († 1973)
- 1909 - Izrail' Mechanik, sollevatore sovietico († 1989)
- 1909 - Stefano Perati, allenatore di calcio e calciatore italiano
- 1909 - Lloyd Perl, attore statunitense († 1993)
- 1909 - Rolando Rigamonti, chimico italiano († 2008)
- 1909 - Aldo Spivach, calciatore italiano († 1968)
- 1910 - Attilio Basile, chirurgo italiano († 2012)
- 1910 - Raymond Bass, ammiraglio e ginnasta statunitense († 1997)
- 1911 - Willi Billmann, calciatore tedesco († 2008)
- 1911 - Cy Feuer, compositore statunitense († 2006)
- 1911 - Pavel Vasil'evič Ryčagov, aviatore sovietico († 1941)
- 1911 - Jean Talairach, medico francese († 2007)
- 1912 - Aleksejs Anufrijevs, cestista lettone († 1945)
- 1912 - Michel Debré, partigiano e politico francese († 1996)
- 1912 - David Mil'man, matematico israeliano († 1982)
- 1912 - Sam Shaw, fotografo statunitense († 1999)
- 1913 - Lloyd Bridges, attore statunitense († 1998)
- 1913 - Hans Caninenberg, attore tedesco († 2008)
- 1913 - Alberto Errera, militare greco († 1944)
- 1913 - Aleksandr Ivanovič Marinesko, militare sovietico († 1963)
- 1913 - Polly Walters, attrice statunitense († 1994)
- 1914 - Dimples Cooper, attrice, ballerina e cantante filippina († 1960)
- 1914 - Gérard Garitte, filologo e storico francese († 1990)
- 1914 - Etty Hillesum, scrittrice olandese († 1943)
- 1914 - Cassio Mastini, militare italiano († 1938)
- 1914 - Bino Rebellato, editore e poeta italiano († 2004)
- 1914 - Hugh Trevor-Roper, storico e pubblicista inglese († 2003)
- 1914 - Alberto Ullastres, politico e ambasciatore spagnolo († 2001)
- 1915 - Agustín García Arreola, cestista e allenatore di pallacanestro messicano († 1992)
- 1915 - Dyzma Gałaj, politico polacco († 2000)
- 1915 - Maria Lenk, nuotatrice brasiliana († 2007)
- 1915 - Lamberto Lippi, calciatore italiano († 1979)
- 1915 - Jozef Luknár, calciatore slovacco († 1966)
- 1915 - Orazio Mariani, velocista italiano († 1981)
- 1915 - Leo Mol, scultore ucraino († 2009)
- 1915 - Branko Pleše, calciatore jugoslavo († 1980)
- 1915 - Mimi Reinhardt, austriaca († 2022)
- 1915 - Michael Rutzgis, cestista e allenatore di pallacanestro statunitense († 1986)
- 1915 - Rafael Salamovich, cestista cileno († 2006)
- 1916 - Robert Young, velocista statunitense († 2011)
- 1917 - Hans Bänziger, storico e scrittore svizzero († 2005)
- 1917 - Anton Hänggi, vescovo cattolico svizzero († 1994)
- 1917 - Siegfried Knappe, ufficiale tedesco († 2008)
- 1917 - Vasilij Ivanovič Petrov, generale e politico russo († 2014)
- 1918 - Édouard Gagnon, cardinale e arcivescovo cattolico canadese († 2007)
- 1918 - Gamal Abd el-Nasser, militare e politico egiziano († 1970)
- 1918 - João Figueiredo, generale e politico brasiliano († 1999)
- 1918 - Mario Puchoz, alpinista italiano († 1954)
- 1918 - Vicente de la Mata, calciatore argentino († 1980)
- 1919 - Maurice Herzog, alpinista e politico francese († 2012)
- 1919 - John Kriza, danzatore e insegnante statunitense († 1975)
- 1919 - Felice Maritano, carabiniere italiano († 1974)
- 1919 - Manlio Mazziotti di Celso, giurista italiano († 2017)
- 1919 - George Cadle Price, politico beliziano († 2011)
- 1919 - Åke Seyffarth, pattinatore di velocità su ghiaccio e ciclista su strada svedese († 1998)
- 1919 - Raffaele Stramondo, pittore italiano († 1997)
- 1920 - Giuseppe Angelini, politico italiano († 2007)
- 1920 - Serafim Cholodkov, allenatore di calcio e calciatore sovietico († 1998)
- 1920 - Emilio Conti, calciatore e allenatore di calcio italiano
- 1920 - Bob Davies, cestista e allenatore di pallacanestro statunitense († 1990)
- 1920 - Walter Evans, ingegnere statunitense († 1999)
- 1920 - Anton Malatinský, allenatore di calcio e calciatore cecoslovacco († 1992)
- 1920 - John Joseph O'Connor, cardinale e arcivescovo cattolico statunitense († 2000)
- 1920 - Ettore Picutti, ingegnere e partigiano italiano († 2003)
- 1921 - Cliff Barker, cestista e allenatore di pallacanestro statunitense († 1998)
- 1921 - Serafino Montanari, calciatore e allenatore di calcio italiano († 1988)
- 1921 - Marco Petta, abate italiano († 2007)
- 1921 - Giuseppe Sgarbi, farmacista e scrittore italiano († 2018)
- 1922 - Thelma Carpenter, cantante e attrice statunitense († 1997)
- 1922 - Lucio De Caro, regista, sceneggiatore e giornalista italiano († 2008)
- 1922 - Franz Fühmann, scrittore tedesco († 1984)
- 1922 - Paul Marcinkus, arcivescovo cattolico statunitense († 2006)
- 1922 - Martin Ostwald, storico tedesco († 2010)
- 1922 - Ray Patterson, cestista, allenatore di pallacanestro e dirigente sportivo statunitense († 2011)
- 1922 - Paola Veneroni, attrice e doppiatrice italiana († 2021)
- 1923 - Ivor Cutler, poeta, cantautore e umorista scozzese († 2006)
- 1923 - Tommy Eglington, calciatore irlandese († 2004)
- 1923 - Erling Gripp, calciatore norvegese († 1957)
- 1923 - Lee Teng-hui, politico taiwanese († 2020)
- 1923 - Giuditto Miele, sindacalista e politico italiano († 2001)
- 1923 - Kōji Miyata, calciatore giapponese
- 1923 - Svatopluk Mrázek, cestista, allenatore di pallacanestro e dirigente sportivo cecoslovacco († 2011)
- 1923 - Jacqueline Pierreux, attrice francese († 2005)
- 1923 - Carla Ravaioli, giornalista, saggista e politica italiana († 2014)
- 1923 - Gastone Roversi, dirigente sportivo e arbitro di calcio italiano († 2021)
- 1923 - Aldo Spinelli, politico italiano († 2011)
- 1923 - Evgenij Jakovlevič Vesnik, attore russo († 2009)
- 1924 - Anna Cherchi Ferrari, partigiana italiana († 2006)
- 1924 - Nazzareno Cugurra, pittore e artista italiano († 2012)
- 1924 - Huguette Delavault, matematica e attivista francese († 2003)
- 1924 - Marcel Domingo, calciatore e allenatore di calcio francese († 2010)
- 1924 - Jean-Bertrand Pontalis, filosofo, psicoanalista e scrittore francese († 2013)
- 1924 - Georg Ratzinger, presbitero, organista e direttore di coro tedesco († 2020)
- 1924 - Vladimir Efimovič Semičastnyj, politico sovietico († 2001)
- 1925 - Ragnar Berge, calciatore norvegese († 1995)
- 1925 - Ignacio López Tarso, attore e politico messicano († 2023)
- 1925 - Luis Mayanés, calciatore cileno († 1979)
- 1925 - Rinaldo Moresco, ex ciclista su strada italiano
- 1925 - Elio Piccon, regista italiano († 1988)
- 1925 - Arcadie Sarcadi, pallanuotista rumeno († 2002)
- 1925 - Ruth Slenczynska, pianista statunitense
- 1926 - Andrea Arrica, dirigente sportivo italiano († 2011)
- 1926 - Franco Canali, ex calciatore italiano
- 1926 - Franco Colletta, giornalista, scrittore e poeta italiano († 2017)
- 1926 - KhaShaba Jadav, lottatore indiano († 1984)
- 1926 - Karl-Alfred Jakobsson, calciatore svedese († 2015)
- 1926 - Rafiq Nishonov, politico e diplomatico sovietico († 2023)
- 1926 - Hannu Posti, biatleta e mezzofondista finlandese († 2012)
- 1926 - Maria Schell, attrice austriaca († 2005)
- 1926 - Irfan Shahid, storico palestinese († 2016)
- 1926 - Khalid bin Sa'ud Al Sa'ud, principe e militare saudita († 2020)
- 1927 - Eva Belaise, nuotatrice italiana († 2008)
- 1927 - Kirti Nidhi Bista, politico nepalese († 2017)
- 1927 - František Bragagnola, calciatore cecoslovacco († 2020)
- 1927 - Phyllis Coates, attrice statunitense († 2023)
- 1927 - Giuseppe Montuschi, giornalista e editore italiano († 2009)
- 1927 - Walter Schneider, pilota motociclistico tedesco († 2010)
- 1928 - Biancamaria Tedeschini Lalli, anglista italiana († 2022)
- 1928 - Vladimir Il'in, calciatore sovietico († 2009)
- 1928 - Robert Kraichnan, fisico statunitense († 2008)
- 1928 - Joanne Linville, attrice statunitense († 2021)
- 1928 - Pietro Rescigno, giurista e avvocato italiano
- 1928 - René Vautier, regista e sceneggiatore francese († 2015)
- 1929 - Ronnie Allen, calciatore e allenatore di calcio inglese († 2001)
- 1929 - Helon Blount, attrice e cantante statunitense († 2005)
- 1929 - Earl Hooker, chitarrista statunitense († 1970)
- 1929 - Martin Luther King, attivista, politico e pastore protestante statunitense († 1968)
- 1929 - Franca Nuti, attrice e insegnante italiana († 2024)
- 1929 - Lord Woodbine, produttore discografico, tastierista e cantante trinidadiano († 2000)
- 1930 - Hadi Bakkush, politico tunisino († 2020)
- 1930 - Saro Balsamo, editore italiano († 2005)
- 1930 - Michel Chapuis, organista e insegnante francese († 2017)
- 1930 - David Zelag Goodman, sceneggiatore statunitense († 2011)
- 1930 - Joe Graboski, cestista statunitense († 1998)
- 1930 - Eddie Graham, wrestler e attore statunitense († 1985)
- 1930 - Alois Jaroš, calciatore austriaco († 2012)
- 1930 - Italo Zingarelli, produttore cinematografico, regista e sceneggiatore italiano († 2000)
- 1931 - Lorenzo Bettini, calciatore italiano († 2008)
- 1931 - Lee Bontecou, scultrice statunitense († 2022)
- 1931 - Anton Bíly, calciatore cecoslovacco († 2009)
- 1931 - Ileana Ghione, attrice italiana († 2005)
- 1931 - Alberto Greco, pittore e poeta argentino († 1965)
- 1931 - Antonio Macchiarola, politico italiano
- 1931 - Derek Meddings, effettista e artista britannico († 1995)
- 1931 - Alan Scholefield, scrittore sudafricano († 2017)
- 1932 - Francesco Amadori, imprenditore italiano
- 1932 - Jimmy Dugdale, calciatore inglese († 2008)
- 1932 - Louis Jones, velocista statunitense († 2006)
- 1932 - Berndt Katter, pentatleta finlandese († 2014)
- 1932 - Stanislao Loffreda, francescano, presbitero e archeologo italiano († 2025)
- 1932 - Domenico Romano, politico italiano († 2021)
- 1932 - Dean Smith, velocista, stuntman e attore statunitense († 2023)
- 1933 - Giuseppe Catalani, ex calciatore italiano
- 1933 - Arnol'd Černuševič, schermidore sovietico († 1991)
- 1933 - Francesco Cimino, politico italiano
- 1933 - Ernest J. Gaines, scrittore statunitense († 2019)
- 1934 - David G. Chandler, storico britannico († 2004)
- 1934 - Giorgio Cracco, storico e medievista italiano
- 1934 - Song Soon-chun, pugile sudcoreano († 2019)
- 1934 - Mário de Araújo Cabral, pilota automobilistico portoghese († 2020)
- 1935 - Mauro Bicicli, calciatore e allenatore di calcio italiano († 2001)
- 1935 - Simeon Cuba Sarabia, rivoluzionario boliviano († 1967)
- 1935 - Pablo Ferro, disegnatore e regista cubano († 2018)
- 1935 - Gianni Forlini, politico italiano († 1989)
- 1935 - Malcolm Frager, pianista statunitense († 1991)
- 1935 - Maria Nardi, ex nuotatrice italiana
- 1935 - Yusuke Oeda, goista giapponese († 2010)
- 1935 - Luigi Radice, calciatore e allenatore di calcio italiano († 2018)
- 1935 - Robert Silverberg, scrittore di fantascienza, curatore editoriale e sceneggiatore statunitense
- 1935 - Koosje van Voorn, nuotatrice olandese († 2018)
- 1936 - Aldo Ajello, politico e diplomatico italiano
- 1936 - Amalia Del Ponte, artista, designer e scultrice italiana († 2025)
- 1936 - Takashi Hirata, lottatore giapponese
- 1936 - Frans Indongo, imprenditore namibiano
- 1936 - Concepción Picciotto, pacifista statunitense († 2016)
- 1937 - Ulderico Bernardi, sociologo italiano († 2021)
- 1937 - Gianguido Guidotti, politico italiano († 2024)
- 1937 - Yōhei Kōno, dirigente sportivo e politico giapponese
- 1937 - Margaret O'Brien, attrice statunitense
- 1937 - Giuseppe Pierino, politico e sindacalista italiano
- 1937 - Guido Possa, ingegnere, dirigente d'azienda e politico italiano
- 1937 - Raimo Vartia, cestista e allenatore di pallacanestro finlandese († 2018)
- 1937 - Boris Vasil'ev, pistard russo († 2000)
- 1938 - Fausta Garavini, scrittrice e francesista italiana
- 1938 - Ermes Nadalin, allenatore di calcio e calciatore italiano († 2015)
- 1938 - Francesco Porcari, artista e pittore italiano († 2017)
- 1938 - Franco Rusticali, medico e politico italiano († 2015)
- 1938 - Nil Yalter, artista turca
- 1938 - Gianni Zonin, imprenditore e banchiere italiano
- 1939 - Osman Duraliev, lottatore bulgaro († 2011)
- 1939 - Stephen Dwoskin, regista statunitense († 2012)
- 1939 - Alejandro Gaxiola, ex nuotatore messicano
- 1939 - Bjørn Hansen, allenatore di calcio e calciatore norvegese († 2018)
- 1939 - Don Kojis, cestista statunitense († 2021)
- 1939 - Silvano Ramaccioni, dirigente sportivo italiano
- 1939 - Rosario Rivellino, allenatore di calcio e ex calciatore italiano
- 1939 - Giovanni Valentini, artista italiano († 2021)
- 1939 - Lucien Van Kersschaever, ex cestista e allenatore di pallacanestro belga
- 1939 - Huub Zilverberg, ex ciclista su strada e pistard olandese
- 1940 - Francesco Bianchi, mezzofondista italiano († 1977)
- 1940 - Marianna Del Mestre, ex cestista italiana
- 1940 - Giovanni Ferretti, calciatore italiano († 2007)
- 1940 - Giovanni Battista Finetti, politico italiano († 1983)
- 1940 - Jim Hadnot, cestista statunitense († 1998)
- 1940 - Lena Ressler, attrice e modella finlandese († 2015)
- 1940 - Charlie Sells, cestista statunitense († 2012)
- 1941 - Mimmo Càndito, giornalista e scrittore italiano († 2018)
- 1941 - Captain Beefheart, cantautore, polistrumentista e pittore statunitense († 2010)
- 1941 - Pasquale Giannattasio, velocista italiano († 2002)
- 1941 - Henry van Lyck, attore tedesco († 2010)
- 1941 - Franco Tagliafierro, scrittore italiano († 2024)
- 1942 - Bohdan Andrzejewski, ex schermidore polacco
- 1942 - Werner Görts, ex calciatore tedesco
- 1942 - Zhirayr Poghosyan, politico karabakho
- 1942 - Francesco Ricci Bitti, dirigente d'azienda, dirigente sportivo e ex tennista italiano
- 1942 - Gaetano Salvemini, allenatore di calcio e calciatore italiano († 2024)
- 1942 - Barbara Tarbuck, attrice statunitense († 2016)
- 1943 - Guido Alborghetti, politico italiano
- 1943 - Ashraf Aman, alpinista pakistano
- 1943 - Adriano Amici, ex ciclista su strada e dirigente sportivo italiano
- 1943 - Margaret Beckett, politica britannica
- 1943 - Arnaldo César Coelho, ex arbitro di calcio brasiliano
- 1943 - Kirin Kiki, attrice giapponese († 2018)
- 1943 - Maria Grazia Lacedelli, giocatrice di curling italiana
- 1943 - Jolanda Schir, ex sciatrice alpina italiana
- 1943 - Victor Sogliani, musicista italiano († 1995)
- 1944 - Flavio Baroncelli, filosofo italiano († 2007)
- 1944 - Vanessa Beeman, insegnante e scrittrice britannica († 2019)
- 1944 - Francesco Boni, personaggio televisivo, storico dell'arte e gallerista italiano
- 1944 - Pino Gentile, politico italiano
- 1944 - Trudy Groenman, ex tennista olandese
- 1945 - Gian Pietro Beghelli, imprenditore italiano
- 1945 - Karen Carlson, attrice, regista e produttrice cinematografica statunitense
- 1945 - Giovanna Casolla, soprano italiano
- 1945 - Gary Dilley, ex nuotatore statunitense
- 1945 - María Antonia Iglesias, giornalista spagnola († 2014)
- 1945 - Ko Chun-hsiung, attore, regista e politico taiwanese († 2015)
- 1945 - David Pleat, ex calciatore e allenatore di calcio inglese
- 1945 - Marie Christine von Reibnitz, scrittrice britannica
- 1945 - Phillip Tinney, ex calciatore inglese
- 1946 - Ron Davies, cantautore statunitense († 2003)
- 1946 - Enzo Maolucci, cantautore italiano
- 1946 - Edoardo Morricone, fumettista italiano
- 1946 - Pierre Nguyễn Văn Đệ, vescovo cattolico vietnamita
- 1946 - Antonio Tiberio, psicologo e scrittore italiano († 2022)
- 1946 - Tonino Zurlo, cantautore italiano
- 1947 - Bruce Bradley, ex pallanuotista statunitense
- 1947 - Martin Chalfie, biologo statunitense
- 1947 - Mike Logan, tastierista, cantante e compositore britannico († 2022)
- 1947 - Andrea Martin, attrice e sceneggiatrice statunitense
- 1947 - Al Smith, cestista statunitense († 2022)
- 1948 - Paolo Franzoni, dirigente sportivo, allenatore di calcio e ex calciatore italiano
- 1948 - Wolfgang Gunkel, canottiere tedesco († 2020)
- 1948 - Eric Hendershot, regista statunitense
- 1948 - Fred Hilton, ex cestista statunitense
- 1948 - Gianfranco Occhipinti, politico italiano († 2011)
- 1948 - Keith Russell, tuffatore statunitense
- 1948 - Claudio Scajola, dirigente pubblico e politico italiano
- 1948 - Carlo Sguizzato, ex arbitro di calcio italiano
- 1948 - Ronnie Van Zant, cantante statunitense († 1977)
- 1948 - Ian Wood, ex calciatore inglese
- 1948 - Aldo Zadrima, scacchista albanese
- 1949 - Ahmet Ahmedani, ex calciatore albanese
- 1949 - Claudio Castellacci, giornalista e scrittore italiano
- 1949 - Pietro Cuzzoli, militare italiano († 1980)
- 1949 - Dan Ar Braz, cantautore e chitarrista francese
- 1949 - Manolo, musicista e imprenditore spagnolo († 2025)
- 1949 - Viktor Petrakov, ex cestista sovietico
- 1949 - Tom Prahl, allenatore di calcio svedese
- 1949 - Ian Stewart, ex mezzofondista britannico
- 1949 - Peter Vonhof, ex pistard tedesco
- 1950 - Choe Ryong-hae, politico e militare nordcoreano
- 1950 - Carlo Giovanardi, politico italiano
- 1950 - Guillermo González, ex atleta portoricano
- 1950 - Nate Hawthorne, cestista statunitense († 2005)
- 1950 - Marius Trésor, ex calciatore francese
- 1951 - Biff Byford, cantante britannico
- 1951 - Peter Collins, produttore discografico britannico († 2024)
- 1951 - Oreste De Fornari, giornalista, critico cinematografico e autore televisivo italiano
- 1951 - Ernie DiGregorio, ex cestista statunitense
- 1951 - Graziano Morotti, ex marciatore italiano
- 1951 - Sandro Provvisionato, giornalista e scrittore italiano († 2017)
- 1951 - Sar Kheng, politico cambogiano
- 1951 - Doru Ioan Tărăcilă, politico e avvocato romeno
- 1951 - Enzo Vecchiè, calciatore italiano († 2013)
- 1951 - Bobby Wilson, ex cestista statunitense
- 1951 - Charo, showgirl, cantante e attrice spagnola
- 1952 - Antonio Albano, ex calciatore italiano
- 1952 - Chris Bennett, allenatore di calcio e ex calciatore inglese
- 1952 - Boris Blank, musicista svizzero
- 1952 - Cornelis George Boeree, psicologo statunitense († 2021)
- 1952 - Rick Druschel, ex giocatore di football americano statunitense
- 1952 - Andrzej Fischer, calciatore polacco († 2018)
- 1952 - Melvyn Gale, violoncellista e tastierista britannico
- 1952 - Peter Hla, vescovo cattolico birmano
- 1952 - Luis Alberto Ordiales, ex ciclista su strada spagnolo
- 1952 - Tatsuhiko Seta, ex calciatore giapponese
- 1952 - Sialeʻataongo Tuʻivakanō, politico tongano
- 1953 - Reine Brynolfsson, attore svedese
- 1953 - Duke Erikson, bassista e polistrumentista statunitense
- 1953 - Nicholas Goodrick-Clarke, storico britannico († 2012)
- 1953 - Rob Gretton, manager britannico († 1999)
- 1953 - Nico Jansen, ex calciatore olandese
- 1953 - Dave Kennedy, ex pilota automobilistico irlandese
- 1953 - John Lustig, fumettista statunitense
- 1953 - Ricky Sobers, ex cestista statunitense
- 1953 - Randy White, ex giocatore di football americano statunitense
- 1954 - Håkan Carlqvist, pilota motociclistico svedese († 2017)
- 1954 - Beverley Klein, attrice teatrale e cantante inglese
- 1954 - Mohsen Labidi, ex calciatore tunisino
- 1954 - Ray Simpson, cantante e attore statunitense
- 1954 - Josef Weikl, ex calciatore tedesco
- 1955 - Karin Angermeyer, ex cestista tedesca
- 1955 - Mike Baldwin, pilota motociclistico statunitense
- 1955 - Thierry Breton, manager e politico francese
- 1955 - Paddy Burke, politico irlandese
- 1955 - Alberto Fernández Blanco, ciclista su strada spagnolo († 1984)
- 1955 - Attilio Giordano, giornalista italiano († 2016)
- 1955 - Andreas Gursky, fotografo tedesco
- 1955 - Khalid al-Islambuli, terrorista e militare egiziano († 1982)
- 1955 - Enrico Mentana, giornalista, autore televisivo e conduttore televisivo italiano
- 1955 - José Montilla, politico spagnolo
- 1955 - Mayumi Tanaka, attrice e doppiatrice giapponese
- 1956 - Nazzareno Canuti, ex calciatore italiano
- 1956 - Tiziano Crotti, tecnico del suono italiano
- 1956 - Marc Trestman, allenatore di football americano statunitense
- 1956 - Rodolfo Valenti, ex cestista italiano
- 1956 - Yellowman, cantante e disc jockey giamaicano
- 1956 - Vera Zozulja, ex slittinista sovietica
- 1956 - João Carlos da Silva Costa, allenatore di calcio brasiliano
- 1957 - Jef Aérosol, artista francese
- 1957 - Mario Butler, ex cestista panamense
- 1957 - David Ige, politico statunitense
- 1957 - Gakuryū Ishii, regista giapponese
- 1957 - Marty Lyons, ex giocatore di football americano statunitense
- 1957 - Mario Van Peebles, attore, regista e sceneggiatore statunitense
- 1958 - Carlos Manuel, allenatore di calcio e ex calciatore portoghese
- 1958 - Silvano Contini, ex ciclista su strada italiano
- 1958 - Brigitte Feldlin, ex cestista tedesca
- 1958 - Robin Mullins, attrice statunitense
- 1958 - Massimo Navone, regista teatrale e autore televisivo italiano
- 1958 - Boris Tadić, politico serbo
- 1959 - Kenny Easley, ex giocatore di football americano statunitense
- 1959 - Rangel Gerovski, lottatore bulgaro († 2004)
- 1959 - Marcelo Vido, ex cestista brasiliano
- 1959 - Mozah bint Nasser al-Missned, qatariota
- 1959 - Frank Pfütze, nuotatore tedesco orientale († 1991)
- 1959 - Giorgio Simeoni, politico italiano
- 1959 - Michail Tiško, ex schermidore sovietico
- 1959 - Pete Trewavas, bassista britannico
- 1960 - Kelly Asbury, animatore, doppiatore e regista statunitense († 2020)
- 1960 - Alfonso Fraile, ex calciatore spagnolo
- 1960 - Natik Hashim, calciatore iracheno († 2004)
- 1960 - Aaron Jay Kernis, compositore statunitense
- 1960 - Jerry Mitchell, coreografo e regista teatrale statunitense
- 1960 - Paul Antony Mullassery, vescovo cattolico indiano
- 1960 - Leonardo Rossi, allenatore di calcio e ex calciatore italiano
- 1960 - Satish Shah, attore indiano
- 1960 - Mohamed Timoumi, ex calciatore marocchino
- 1960 - Michael Wilson, ex ciclista su strada e pistard australiano
- 1960 - David Zaslav, dirigente d'azienda statunitense
- 1961 - Simon Buckmaster, pilota motociclistico britannico
- 1961 - Jet Bussemaker, politica olandese
- 1961 - Jeremiah Castille, ex giocatore di football americano statunitense
- 1961 - Juan Covarrubias, ex calciatore cileno
- 1961 - Isabel Gemio, giornalista e conduttrice televisiva spagnola
- 1961 - Clive Goodyear, ex calciatore inglese
- 1961 - Jamie Lowery, ex calciatore canadese
- 1961 - Sergej Morozov, ex calciatore sovietico
- 1961 - Jerry Page, ex pugile statunitense
- 1961 - Sandra Palombarini, ex cestista e dirigente sportiva italiana
- 1961 - Giancarlo Scheri, giornalista, autore televisivo e dirigente d'azienda italiano
- 1962 - Anna Maria Barbera, comica, cabarettista e attrice italiana
- 1962 - Margherita Buy, attrice italiana
- 1962 - Ken Macintosh, politico scozzese
- 1962 - David Nucifora, ex rugbista a 15, allenatore di rugby a 15 e dirigente sportivo australiano
- 1962 - Richard Seeber, politico austriaco
- 1962 - Jan Stejskal, ex calciatore ceco
- 1962 - Francesco Uberti, ex canoista italiano
- 1963 - Giuseppe Dipasquale, regista e commediografo italiano
- 1963 - Mathias Döpfner, editore, giornalista e scrittore tedesco
- 1963 - Zuzana Hájková, ex cestista cecoslovacca
- 1963 - Erling Kagge, esploratore, alpinista e scrittore norvegese
- 1963 - Conrad Lant, cantautore e bassista inglese
- 1963 - Bruce Schneier, crittografo e saggista statunitense
- 1963 - Aleksander Wojtkiewicz, scacchista polacco († 2006)
- 1964 - Andrea Benetti, pittore, fotografo e disegnatore italiano
- 1964 - Olivier Dall'Oglio, allenatore di calcio e ex calciatore francese
- 1964 - Craig Fairbrass, attore e sceneggiatore britannico
- 1964 - Jan Kounen, regista, sceneggiatore e produttore cinematografico olandese
- 1964 - Andreas Vogler, architetto e designer svizzero
- 1965 - Antonio Albacete, pilota automobilistico spagnolo
- 1965 - Carlo Antonelli, giornalista e direttore artistico italiano
- 1965 - Fabio Baggio, cardinale e arcivescovo cattolico italiano
- 1965 - Jean Yves Béziau, logico svizzero
- 1965 - Derek B, rapper britannico († 2009)
- 1965 - Denis Cauchi, ex calciatore maltese
- 1965 - Florin Curta, archeologo e storico statunitense
- 1965 - Maurizio Fondriest, ex ciclista su strada italiano
- 1965 - Bernard Hopkins, ex pugile statunitense
- 1965 - Adam Jones, chitarrista statunitense
- 1965 - Jelena Milić, politologa serba
- 1965 - James Nesbitt, attore britannico
- 1965 - Zak Spears, attore pornografico statunitense
- 1965 - Chris Wright, ingegnere, imprenditore e politico statunitense
- 1966 - Krenar Alimehmeti, allenatore di calcio, dirigente sportivo e ex calciatore albanese
- 1966 - Rommel Fernández, calciatore panamense († 1993)
- 1966 - Egor Končalovksij, regista russo
- 1966 - Ali Mehmedi, ex calciatore albanese
- 1966 - Giles Milton, scrittore e giornalista britannico
- 1966 - Betsy Mitchell, ex nuotatrice statunitense
- 1966 - Stig Norheim, ex calciatore norvegese
- 1966 - Mohamed Takala, politico libico
- 1966 - Christine Zangerl, ex sciatrice alpina austriaca
- 1967 - Nicola Genzianella, fumettista italiano
- 1967 - Marzena Grabowska, ex cestista polacca
- 1967 - Ashraf el-Kordi, ex cestista egiziano
- 1968 - Bull Buchanan, ex wrestler statunitense
- 1968 - Adnan Erkan, ex calciatore turco
- 1968 - Mário Ferreira, imprenditore portoghese
- 1968 - Andrea Holíková, ex tennista cecoslovacca
- 1968 - Chad Lowe, attore, sceneggiatore e regista statunitense
- 1968 - Manetti Bros., regista, sceneggiatore e produttore cinematografico italiano
- 1968 - Tom Murphy, attore irlandese († 2007)
- 1968 - Timothy Olyphant, attore statunitense
- 1968 - Felton Spencer, cestista statunitense († 2023)
- 1968 - Iñaki Urdangarin, ex pallamanista spagnolo
- 1968 - Waguinho, ex giocatore di calcio a 5 brasiliano
- 1969 - Marat Abjanov, ex giocatore di calcio a 5 russo
- 1969 - Khalid Almishri, politico libico
- 1969 - Meret Becker, attrice e cantante tedesca
- 1969 - Ricardo Confessori, batterista brasiliano
- 1969 - Simon Crafar, pilota motociclistico neozelandese
- 1969 - Rob van Dijk, allenatore di calcio e ex calciatore olandese
- 1969 - Anatolij Ivanišin, cosmonauta russo
- 1969 - Marcel Keizer, allenatore di calcio e ex calciatore olandese
- 1969 - Giuseppe Luceri, ex calciatore italiano
- 1969 - CeCe Moore, genealogista statunitense
- 1969 - Patrizia Musso, saggista italiana
- 1969 - Andrea Noè, ex ciclista su strada italiano
- 1969 - Vita Pavlyš, ex pesista ucraina
- 1969 - Raffaella Petrini, religiosa e sociologa italiana
- 1969 - Huck Seed, giocatore di poker statunitense
- 1970 - Ömürbek Babanov, politico kirghiso
- 1970 - Daniel Borimirov, ex calciatore bulgaro
- 1970 - David DiLucia, ex tennista e allenatore di tennis statunitense
- 1970 - Michael Gerber, vescovo cattolico tedesco
- 1970 - Ha Suk-rye, ex cestista sudcoreana
- 1970 - Shane McMahon, imprenditore e wrestler statunitense
- 1970 - Will Oldham, cantautore e attore statunitense
- 1970 - Raúl Otero, ex calciatore uruguaiano
- 1970 - Karine Plantadit, attrice, ballerina e cantante statunitense
- 1970 - Dušan Popović, pallanuotista e allenatore di pallanuoto serbo († 2011)
- 1970 - Odalis Revé, ex judoka cubana
- 1970 - Joachim Stadler, allenatore di calcio e ex calciatore tedesco
- 1970 - Maria Rosa Tabbuso, ex pugile italiana
- 1970 - Oktay Urkal, ex pugile tedesco
- 1971 - Eddy Capron, ex calciatore francese
- 1971 - Agnete Carlsen, ex calciatrice norvegese
- 1971 - Florentino Chávez, ex cestista messicano
- 1971 - Eric Jacobson, burattinaio e doppiatore statunitense
- 1971 - Regina King, attrice e regista statunitense
- 1971 - Jules Tchimbakala, ex calciatore della Repubblica del Congo
- 1971 - Paolo Vaccari, ex rugbista a 15 e dirigente sportivo italiano
- 1972 - Ged Brannan, ex calciatore inglese
- 1972 - Shelia Burrell, ex multiplista statunitense
- 1972 - Nicolas Burtin, allenatore di sci alpino e ex sciatore alpino francese
- 1972 - Mark Carroll, ex mezzofondista irlandese
- 1972 - Bailey Chase, attore statunitense
- 1972 - Tom Henning Hovi, ex calciatore norvegese
- 1972 - Federico Longo, direttore d'orchestra e compositore italiano
- 1972 - Steve Mac, produttore discografico britannico
- 1972 - Minorka Mercado, modella venezuelana
- 1972 - Ernie Reyes Jr., attore, stuntman e kickboxer statunitense
- 1972 - Maciej Stolarczyk, allenatore di calcio, dirigente sportivo e ex calciatore polacco
- 1972 - Kobe Tai, ex attrice pornografica taiwanese
- 1972 - Stefaan Tanghe, ex calciatore belga
- 1972 - Claudia Winkleman, annunciatrice televisiva e giornalista britannica
- 1972 - Yang Yong-eun, golfista sudcoreano
- 1973 - Mohammed Al-Khojali, ex calciatore saudita
- 1973 - Valerio Bertotto, allenatore di calcio e ex calciatore italiano
- 1973 - Vladislav Bezborodov, arbitro di calcio russo
- 1973 - Giada Desideri, attrice italiana
- 1973 - Aurélie Dupont, ex ballerina e direttrice artistica francese
- 1973 - Essam El-Hadary, allenatore di calcio e ex calciatore egiziano
- 1973 - Roberto Fresnedoso, ex calciatore spagnolo
- 1973 - Tomáš Galásek, ex calciatore ceco
- 1973 - Stefano Ghirardello, allenatore di calcio e ex calciatore italiano
- 1973 - Katia Piccolini, ex tennista italiana
- 1974 - César Capilla, attore, regista e doppiatore spagnolo
- 1974 - Noriko Hamaguchi, ex cestista giapponese
- 1974 - Jan Holický, ex sciatore alpino ceco
- 1974 - Adam Ledwoń, calciatore polacco († 2008)
- 1974 - Park Myeong-ae, ex cestista sudcoreana
- 1974 - Hideki Uchidate, ex calciatore giapponese
- 1975 - 9th Wonder, beatmaker statunitense
- 1975 - Miguel Duragrin, ex calciatore francese
- 1975 - Tony Heurtebis, ex calciatore francese
- 1975 - Sámal Joensen, ex calciatore faroese
- 1975 - Chrysostomos Michaīlidīs, allenatore di calcio e ex calciatore greco
- 1975 - Mary Pierce, ex tennista francese
- 1975 - Diana Razmaitė, ex cestista lituana
- 1975 - Mariolina Simone, conduttrice radiofonica, conduttrice televisiva e autrice televisiva italiana
- 1975 - Christiane Soeder, ciclista su strada austriaca
- 1975 - Michela Tondinelli, ex rugbista a 15 e allenatrice di rugby a 15 italiana
- 1975 - Sophie Wilmès, politica belga
- 1975 - Martin Štrbák, ex hockeista su ghiaccio slovacco
- 1976 - Francesco Apolloni, sceneggiatore, regista e attore italiano
- 1976 - Tiziana Di Masi, attrice italiana
- 1976 - Carles Durán, allenatore di pallacanestro spagnolo
- 1976 - Rodrigo Fabri, ex calciatore brasiliano
- 1976 - Trish Flavel, ex atleta paralimpica australiana
- 1976 - Drago Grubelnik, sciatore alpino e allenatore di sci alpino sloveno († 2015)
- 1976 - Zakia Khattabi, politica belga
- 1976 - Andreas Klier, dirigente sportivo e ex ciclista su strada tedesco
- 1976 - Iryna Liščyns'ka, mezzofondista ucraina
- 1976 - Bianca Marroquín, attrice, cantante e ballerina messicana
- 1976 - Scott Matthews, cantautore britannico
- 1976 - Dorian Missick, attore statunitense
- 1976 - Scott Murray, rugbista a 15 scozzese
- 1976 - Florentin Petre, ex calciatore rumeno
- 1977 - Maurizio Anastasi, dirigente sportivo e ex calciatore italiano
- 1977 - Fabrizio Bai, chitarrista e compositore italiano
- 1977 - Laura Barretta, ex cestista italiana
- 1977 - Valerio Berruti, artista italiano
- 1977 - Sara Cristina Cometti, giornalista e ex schermitrice italiana
- 1977 - Emanuele Dabbono, cantautore italiano
- 1977 - José Miguel Elías, ex ciclista su strada spagnolo
- 1977 - Giorgia Meloni, politica italiana
- 1977 - Álex Pereira, ex calciatore venezuelano
- 1977 - Dajim, rapper tailandese
- 1977 - Daciana Sârbu, politica rumena
- 1977 - Ronald Zehrfeld, attore tedesco
- 1978 - Jerry Ahrlin, ex fondista svedese
- 1978 - Pablo Amo, allenatore di calcio e ex calciatore spagnolo
- 1978 - Eddie Cahill, attore statunitense
- 1978 - Tomáš Cibulec, ex tennista ceco
- 1978 - Jamie Clayton, attrice, modella e attivista statunitense
- 1978 - Bledar Devolli, allenatore di calcio e ex calciatore albanese
- 1978 - Amanda Keen, ex tennista britannica
- 1978 - Jan Michaelis, ex snowboarder tedesco
- 1978 - Niña Pastori, cantante spagnola
- 1978 - Franco Pellizotti, dirigente sportivo e ex ciclista su strada italiano
- 1978 - Róbert Rák, ex calciatore slovacco
- 1978 - Lázaro Ruiz, ex calciatore cubano
- 1978 - Vanderson Válter de Almeida, ex calciatore brasiliano
- 1979 - Andrea Barberi, velocista italiano († 2023)
- 1979 - Matteo Berbenni, ex sciatore alpino italiano
- 1979 - Drew Brees, ex giocatore di football americano statunitense
- 1979 - Robert Bryndza, scrittore, attore teatrale e commediografo britannico
- 1979 - Ken Chu, cantante e attore taiwanese
- 1979 - Agnė Čiūdarienė, ex cestista lituana
- 1979 - Ariella Ferrera, attrice pornografica colombiana
- 1979 - Trent Ford, attore e modello statunitense
- 1979 - Jonas Ljungblad, ex ciclista su strada svedese
- 1979 - Michalīs Morfīs, ex calciatore cipriota
- 1979 - Michael Neumayer, ex saltatore con gli sci tedesco
- 1979 - Antonio Núñez, ex calciatore spagnolo
- 1979 - Damir Pekič, ex calciatore sloveno
- 1979 - Bruno Pesce, ex calciatore cileno
- 1979 - Martin Petrov, ex calciatore bulgaro
- 1979 - Paolo Quinteros, ex cestista argentino
- 1979 - Anthony Šerić, ex calciatore croato
- 1979 - Gunhild Stordalen, medico e ambientalista norvegese
- 1979 - Young Dro, rapper statunitense
- 1980 - Tommy Adams, ex cestista statunitense
- 1980 - Francesco Cancellato, giornalista italiano
- 1980 - Jason Capel, ex cestista e allenatore di pallacanestro statunitense
- 1980 - Mariana Derderián, attrice cilena
- 1980 - Clarence Gilbert, cestista statunitense
- 1980 - Matt Holliday, giocatore di baseball statunitense
- 1980 - Dmytro Karjučenko, schermidore ucraino
- 1980 - Liu Wei, ex cestista cinese
- 1980 - Lydia, cantante spagnola
- 1980 - Marco Pivato, giornalista, saggista e divulgatore scientifico italiano († 2022)
- 1980 - Nolan Schaefer, ex hockeista su ghiaccio canadese
- 1981 - Hadi Aghily, ex calciatore iraniano
- 1981 - Dylan Armstrong, pesista e martellista canadese
- 1981 - Angela Brodtka, ex ciclista su strada tedesca
- 1981 - Julio Castro, ex calciatore salvadoregno
- 1981 - Howie Day, cantautore statunitense
- 1981 - El Hadji Diouf, ex calciatore senegalese
- 1981 - Hanna Grobler, ex altista finlandese
- 1981 - Bianca Guaccero, attrice e conduttrice televisiva italiana
- 1981 - Ivan Juškov, pesista russo
- 1981 - Jonathan Kashanian, personaggio televisivo israeliano
- 1981 - Sean Lamont, ex rugbista a 15 britannico
- 1981 - Marcin Matkowski, ex tennista polacco
- 1981 - Belit Onay, politico tedesco
- 1981 - Marek Petraszek, schermidore polacco
- 1981 - Yandri Pitoy, calciatore indonesiano
- 1981 - Mike Poto, calciatore zambiano
- 1981 - Pitbull, rapper, cantante e attore statunitense
- 1981 - Krišjānis Rēdlihs, hockeista su ghiaccio lettone
- 1981 - Juan Silva Cerón, ex calciatore uruguaiano
- 1981 - Ludvig Strigeus, ingegnere e programmatore svedese
- 1982 - Benjamin Agosto, ex danzatore su ghiaccio statunitense
- 1982 - Jermaine Easter, ex calciatore gallese
- 1982 - Eusebio Guiñazú, rugbista a 15 argentino
- 1982 - Emina Jahović, cantautrice, attrice e modella serba
- 1982 - Selçuk Keskin, pallavolista turco
- 1982 - Daniel Loper, giocatore di football americano statunitense
- 1982 - Barbara Mannucci, politica italiana
- 1982 - Anthony Noreiga, ex calciatore trinidadiano
- 1982 - Josip Pavić, ex pallanuotista croato
- 1982 - Marco Rosa, allenatore di hockey su ghiaccio e ex hockeista su ghiaccio canadese
- 1982 - Sun Ji, ex calciatore cinese
- 1982 - Sun Xiang, dirigente sportivo, allenatore di calcio e ex calciatore cinese
- 1983 - Benjamin Balleret, tennista e allenatore di tennis monegasco
- 1983 - Ariel Broggi, allenatore di calcio e ex calciatore argentino
- 1983 - Emmanuel Chedal, ex saltatore con gli sci francese
- 1983 - Edimo Ferreira Campos, ex calciatore brasiliano
- 1983 - Keith Fahey, ex calciatore irlandese
- 1983 - Reinaldo García Mallea, hockeista su pista argentino
- 1983 - Toni Kovačević, pallavolista croato
- 1983 - Matheus Leite Nascimento, ex calciatore brasiliano
- 1983 - Massimiliano Milesi, sassofonista e compositore italiano
- 1983 - Jermaine Pennant, ex calciatore inglese
- 1983 - Roger Powell, ex cestista e allenatore di pallacanestro statunitense
- 1983 - Carlos Salamanca, ex tennista colombiano
- 1983 - Lucas Senoner, ex sciatore alpino italiano
- 1983 - Fernando Silveira, giocatore di calcio a 5 brasiliano
- 1983 - Leonardo Soledispa, ex calciatore ecuadoriano
- 1983 - Sebastian Svärd, calciatore danese
- 1983 - André Ventura, politico e avvocato portoghese
- 1983 - Hugo Viana, dirigente sportivo e ex calciatore portoghese
- 1983 - Sérgio Vieira, allenatore di calcio, dirigente sportivo e ex calciatore portoghese
- 1983 - Denis Wolf, calciatore tedesco
- 1983 - Xu Dongxiang, canottiera cinese
- 1983 - Yang Zhi, calciatore cinese
- 1983 - Gianpiero Zinzi, politico italiano
- 1984 - Turgay Bahadır, ex calciatore austriaco
- 1984 - Canisius Bizimana, ex calciatore ruandese
- 1984 - Natasia Demetriou, comica, attrice e sceneggiatrice britannica
- 1984 - Diána Fűrész, ex cestista ungherese
- 1984 - Monica Peterson, schermitrice canadese
- 1984 - Mladen Lazarević, ex calciatore serbo
- 1984 - Keiran Lee, attore pornografico britannico
- 1984 - Drew Moor, ex calciatore statunitense
- 1984 - Megan Quann, nuotatrice statunitense
- 1984 - Victor Rasuk, attore statunitense
- 1984 - Ben Shapiro, scrittore e editorialista statunitense
- 1984 - Zuzana Štefečeková, tiratrice a volo slovacca
- 1984 - Giulio Toniolatti, rugbista a 15 italiano
- 1984 - Neđeljko Vlahović, allenatore di calcio e ex calciatore montenegrino
- 1984 - Ilir Zeneli, allenatore di calcio finlandese
- 1985 - René Adler, opinionista e ex calciatore tedesco
- 1985 - Denis Barros, ex giocatore di football americano brasiliano
- 1985 - Andrej Bogatyrёv, attore, regista e sceneggiatore russo
- 1985 - Aaron Brooks, allenatore di pallacanestro e ex cestista statunitense
- 1985 - Claire Castel, attrice pornografica francese
- 1985 - Ahmed Abd El-Zaher, ex calciatore egiziano
- 1985 - Luis Alberto Gutiérrez, calciatore boliviano
- 1985 - Otshudi Lamá, ex calciatore mozambicano
- 1985 - Juan Lorca, calciatore cileno
- 1985 - Brandon Mebane, ex giocatore di football americano statunitense
- 1985 - Claude Mvé, ex calciatore gabonese
- 1985 - Harri Olli, ex saltatore con gli sci finlandese
- 1985 - Bárbara Oteiza, attrice, ex ginnasta e ballerina spagnola
- 1985 - Pavel Podkol'zin, ex cestista russo
- 1985 - Victor Proa, pugile messicano
- 1985 - Stephanie Raymond, ex cestista e allenatrice di pallacanestro statunitense
- 1985 - Juan Ricondo, musicista, attore e cantautore spagnolo
- 1985 - Ulf Riis, calciatore norvegese
- 1985 - Yogan Santos, ex calciatore gibilterriano
- 1985 - Henry Siqueira, ex calciatore svizzero
- 1985 - Bahodirjon Sultonov, pugile uzbeko
- 1986 - Marija Abakumova, giavellottista russa
- 1986 - Salvatore Aurelio, ex calciatore italiano
- 1986 - Ibraima Baldé, ex calciatore guineense
- 1986 - Valer Barna-Sabadus, controtenore rumeno
- 1986 - Edy Brambila, ex calciatore messicano
- 1986 - Frederico Burgel Xavier, calciatore brasiliano
- 1986 - Fred Davis, ex giocatore di football americano statunitense
- 1986 - Haile Goitom, ex calciatore eritreo
- 1986 - Han Hye-lyoung, hockeista su prato sudcoreana
- 1986 - Aljaksej Januškevič, ex calciatore bielorusso
- 1986 - Arnold Jeannesson, ex ciclista su strada e ciclocrossista francese
- 1986 - Willard Katsande, ex calciatore zimbabwese
- 1986 - Kaan Kigen Özbilen, mezzofondista e maratoneta keniota
- 1986 - Eva Lorenzoni, politica italiana
- 1986 - Hugo Marques, calciatore angolano
- 1986 - María Eugenia Nieto, giocatrice di beach volley uruguaiana
- 1986 - Patrick Nyarko, ex calciatore ghanese
- 1986 - Stephen O'Donnell, allenatore di calcio e ex calciatore irlandese
- 1986 - Glover Quin, ex giocatore di football americano statunitense
- 1986 - Gabriel Sava, calciatore italiano
- 1986 - Jessy Schram, attrice, modella e cantante statunitense
- 1986 - Isaia Toeava, rugbista a 15 neozelandese
- 1986 - Osea Vakatalesau, calciatore e giocatore di calcio a 5 figiano
- 1986 - Juan David Valencia, ex calciatore colombiano
- 1986 - Kleio Valentien, attrice pornografica statunitense
- 1987 - Gaku Arao, cestista giapponese
- 1987 - Andrea Begley, cantautrice irlandese
- 1987 - Anđela Bulatović, ex pallamanista montenegrina
- 1987 - Aaron Clapham, ex calciatore neozelandese
- 1987 - Alexander Gustafsson, artista marziale misto svedese
- 1987 - Rashawn Jackson, ex giocatore di football americano statunitense
- 1987 - Tsegay Kebede, maratoneta etiope
- 1987 - Kelly Kelly, attrice, modella e ex wrestler statunitense
- 1987 - Kwak Si-yang, attore e modello sudcoreano
- 1987 - Jesus Luz, modello e attore brasiliano
- 1987 - Nicole Matthews, wrestler canadese
- 1987 - Danilo Mijušković, ex giocatore di football americano e allenatore di football americano serbo
- 1987 - Hanyer Mosquera, ex calciatore colombiano
- 1987 - Kelleigh Ryan, schermitrice canadese
- 1987 - Michael Seater, attore canadese
- 1987 - Simone Streng, ex sciatrice alpina e sciatrice freestyle austriaca
- 1988 - Darwin Atapuma, ex ciclista su strada colombiano
- 1988 - Daniel Caligiuri, ex calciatore tedesco
- 1988 - Tamás Cseri, calciatore ungherese
- 1988 - Murat Duruer, allenatore di calcio e ex calciatore turco
- 1988 - Gavin Edwards, cestista statunitense
- 1988 - Aleksandr Gucaljuk, pallavolista russo
- 1988 - Eddie Hall, strongman britannico
- 1988 - Agnieszka Jerzyk, triatleta polacca
- 1988 - Jun. K, cantante, cantautore e produttore discografico sudcoreano
- 1988 - Pablo Lacoste, calciatore uruguaiano
- 1988 - Sebastian Langkamp, ex calciatore tedesco
- 1988 - Travis Lewis, giocatore di football americano statunitense
- 1988 - Enco Malindi, ex calciatore albanese
- 1988 - Matías Masiero, ex calciatore uruguaiano
- 1988 - Skrillex, disc jockey, musicista e cantante statunitense
- 1988 - John Jairo Mosquera, ex calciatore colombiano
- 1988 - Anatole Ngamukol, ex calciatore francese
- 1988 - Caner Osmanpaşa, calciatore turco
- 1988 - Aija Putniņa, cestista lettone
- 1988 - Donald Sloan, cestista statunitense
- 1988 - Édgar Sosa, cestista statunitense
- 1988 - Ezequiel Videla, allenatore di calcio e ex calciatore argentino
- 1988 - Steven Williams, snowboarder argentino
- 1988 - Artëm Zabelin, cestista russo
- 1988 - Temertas Zhussupov, pugile kazako
- 1989 - Pablo Almazán, cestista spagnolo
- 1989 - Kelci Bryant, tuffatrice statunitense
- 1989 - Gonzalo Cabrera, ex calciatore argentino
- 1989 - Christoffer Carlsson, ex calciatore svedese
- 1989 - Nikki Coates, pilota motociclistico britannico
- 1989 - Ryan Corr, attore australiano
- 1989 - Martin Dúbravka, calciatore slovacco
- 1989 - Louice Halvarsson, cestista svedese
- 1989 - Hui Jiakang, calciatore cinese
- 1989 - Emanuel Más, calciatore argentino
- 1989 - Anita Márton, pesista e discobola ungherese
- 1989 - Luis Alberto Orta, mezzofondista e maratoneta venezuelano
- 1989 - Tywilliam Pacheco, schermidore brasiliano
- 1989 - Mathilde Panot, politica francese
- 1989 - Tasha Reign, attrice pornografica statunitense
- 1989 - Thelma Rodríguez, modella nicaraguense
- 1989 - Nicole Ross, schermitrice statunitense
- 1989 - Celinde Schoenmaker, attrice e soprano olandese
- 1989 - Flux Pavilion, disc jockey britannico
- 1989 - Sun Ye, ex nuotatrice cinese
- 1989 - Il'ja Vaganov, ex calciatore russo
- 1989 - Zsófia Varga, cestista ungherese
- 1989 - Chris White, ex giocatore di football americano statunitense
- 1990 - Sergej Abramovič, giocatore di calcio a 5 russo
- 1990 - Lluis Blanco, calciatore andorrano
- 1990 - Pedro Cabrera, pallavolista portoricano
- 1990 - Fernando Forestieri, calciatore argentino
- 1990 - Cristian Gaitán, calciatore argentino
- 1990 - Daisuke Ishizu, ex calciatore giapponese
- 1990 - Dominik Kraut, calciatore ceco
- 1990 - Alex Lee, calciatore statunitense
- 1990 - Justin Lee, calciatore statunitense
- 1990 - Dmitrij Maljaka, ex calciatore russo
- 1990 - Mikaela Ruef, cestista statunitense
- 1990 - Gevorg Sahakyan, lottatore armeno
- 1990 - Kōstas Sloukas, cestista greco
- 1990 - Sophie Sumner, modella britannica
- 1990 - Rhys Thornbury, skeletonista neozelandese
- 1990 - Vjačeslav Vojnov, hockeista su ghiaccio russo
- 1990 - Chris Warren Jr., attore, ballerino e cantante statunitense
- 1990 - Luke Willson, giocatore di football americano canadese
- 1990 - Ibrahim Yıldırım, cestista turco
- 1991 - Abbas Qasim Al-Kaabi, calciatore iracheno
- 1991 - Maxim Antoniuc, calciatore moldavo
- 1991 - Vitalij Balašov, calciatore ucraino
- 1991 - Marc Bartra, calciatore spagnolo
- 1991 - Paul Brown, calciatore britannico
- 1991 - Marcelo Chierighini, nuotatore brasiliano
- 1991 - Soslan Daurov, lottatore russo
- 1991 - Mitch Garver, giocatore di baseball statunitense
- 1991 - Sander Gillé, tennista belga
- 1991 - Adeline Gray, lottatrice statunitense
- 1991 - Moussa Guindo, ex calciatore ivoriano
- 1991 - Danny Hoesen, ex calciatore olandese
- 1991 - Daniel Jaramillo, ex ciclista su strada colombiano
- 1991 - Nicolai Jørgensen, ex calciatore danese
- 1991 - Dar'ja Klišina, lunghista russa
- 1991 - Nurlan Kobashev, pugile kirghiso
- 1991 - Isabelle Linden, ex calciatrice tedesca
- 1991 - Kevin Malget, calciatore lussemburghese
- 1991 - Michael McDonald, artista marziale misto statunitense
- 1991 - Loïc Nego, calciatore francese
- 1991 - Anthony Ramos, attore e cantante statunitense
- 1991 - Rubab Raza, nuotatrice pakistana
- 1991 - Roberto Tamburini, pilota motociclistico italiano
- 1991 - Karl Vitulin, calciatore francese
- 1991 - Zeki Yıldırım, calciatore turco
- 1992 - Bacar Baldé, ex calciatore guineense
- 1992 - Mokhtar Belkhiter, calciatore algerino
- 1992 - John Bostock, calciatore inglese
- 1992 - Kirby Burkholder, ex cestista statunitense
- 1992 - Cameron Coleman, cestista statunitense
- 1992 - Rosa Cupido, cestista italiana
- 1992 - Kastriot Dermaku, calciatore albanese
- 1992 - Rasmus Falk Jensen, calciatore danese
- 1992 - Thomas Goyard, velista francese
- 1992 - Marcin Kamiński, calciatore polacco
- 1992 - Mathis Keita, cestista francese
- 1992 - Joshua King, calciatore norvegese
- 1992 - Leonardo Sarto, rugbista a 15 italiano
- 1992 - Sheldry Sáez, modella panamense
- 1992 - Narumi Takahashi, pattinatrice artistica su ghiaccio giapponese
- 1992 - Joël Veltman, calciatore olandese
- 1992 - Max von der Groeben, attore tedesco
- 1993 - Kadeem Allen, cestista statunitense
- 1993 - Tommaso Boni, rugbista a 15 italiano
- 1993 - Ramón Burgos, pallavolista portoricano
- 1993 - Elgin Cook, cestista statunitense
- 1993 - Frank Fois, chitarrista e cantante italiano
- 1993 - Ben Gibson, calciatore inglese
- 1993 - Israel Gutiérrez, cestista messicano
- 1993 - Fong Hoi Sun, schermidore hongkonghese
- 1993 - Amro Jenyat, calciatore siriano
- 1993 - Niko Kata, calciatore equatoguineano
- 1993 - Daler Kuzjaev, calciatore russo
- 1993 - Li Fabin, sollevatore cinese
- 1993 - Jackner Louis, calciatore bahamense
- 1993 - Christian Mafla, calciatore colombiano
- 1993 - Dylan McGeouch, calciatore scozzese
- 1993 - Eric Miller, calciatore statunitense
- 1993 - Joseph Mora, calciatore costaricano
- 1993 - Matheus Simonete Bressaneli, calciatore brasiliano
- 1993 - Wil Trapp, calciatore statunitense
- 1993 - Paulina Vega, modella colombiana
- 1993 - Jean-Brice Wadriako, calciatore francese
- 1994 - Rafidine Abdullah, calciatore francese
- 1994 - Chen Meng, tennistavolista cinese
- 1994 - Jordy Croux, calciatore belga
- 1994 - Mathías Cubero, calciatore uruguaiano
- 1994 - Eric Dier, calciatore inglese
- 1994 - Julio Donisa, calciatore francese
- 1994 - Sinan Gümüş, calciatore tedesco
- 1994 - Monika Jagaciak, supermodella polacca
- 1994 - Alika Keene, calciatrice giamaicana
- 1994 - Omar Kharbin, calciatore siriano
- 1994 - George King, cestista statunitense
- 1994 - Noël Ott, giocatore di beach soccer svizzero
- 1994 - Filip Pavišić, ex calciatore serbo
- 1994 - Aleks Pihler, calciatore sloveno
- 1994 - Erick Pulgar, calciatore cileno
- 1994 - Michael Schloesser, arciere olandese
- 1994 - Ashley Sutton, pilota automobilistico britannico
- 1994 - Thạch Kim Tuấn, sollevatore vietnamita
- 1994 - Myke Towers, rapper portoricano
- 1994 - Sergey Vardazaryan, taekwondoka armeno
- 1995 - Samra, rapper tedesco
- 1995 - V.J. Beachem, ex cestista statunitense
- 1995 - Sinan Bytyqi, allenatore di calcio e ex calciatore austriaco
- 1995 - Darren Chen, attore taiwanese
- 1995 - Chloe Collins, pallavolista statunitense
- 1995 - Lautaro Comas, calciatore argentino
- 1995 - Islam Dudaev, lottatore russo
- 1995 - Gotytom Gebreslase, maratoneta e mezzofondista etiope
- 1995 - Andrew Hjulsager, calciatore danese
- 1995 - Jakob Kreuzer, calciatore austriaco
- 1995 - Katsuya Nagato, calciatore giapponese
- 1995 - Marvin Schulz, calciatore tedesco
- 1995 - Anuar Tuhami, calciatore marocchino
- 1996 - Ebou Adams, calciatore inglese
- 1996 - Dove Cameron, attrice e cantante statunitense
- 1996 - Jordan Caroline, cestista statunitense
- 1996 - Tan Chun Lok, calciatore hongkonghese
- 1996 - Luis Chávez, calciatore messicano
- 1996 - Sofiane Daham, calciatore algerino
- 1996 - Giulia De Lellis, personaggio televisivo e imprenditrice italiana
- 1996 - Abdoulaye Diallo, calciatore senegalese
- 1996 - Jake Dixon, pilota motociclistico britannico
- 1996 - Jelena Erić, ciclista su strada e ciclocrossista serba
- 1996 - Romano Fenati, pilota motociclistico italiano
- 1996 - Callum Gilbert, canoista neozelandese
- 1996 - Justin Hollins, giocatore di football americano statunitense
- 1996 - Rick Ketting, calciatore olandese
- 1996 - Sumire Kikuchi, pattinatrice di short track giapponese
- 1996 - Kim Chae-yeong, goista sudcoreana
- 1996 - Allan Kyambadde, calciatore ugandese
- 1996 - Agustín Lavezzi, calciatore argentino
- 1996 - João Lucas, calciatore portoghese
- 1996 - Sulayman Marreh, calciatore gambiano
- 1996 - Charlie Raposo, ex sciatore alpino britannico
- 1996 - Petr Rys, calciatore ceco
- 1996 - Deebo Samuel, giocatore di football americano statunitense
- 1996 - Katharina Truppe, sciatrice alpina austriaca
- 1996 - José Vildoza, cestista argentino
- 1997 - Thomas Akyazılı, cestista belga
- 1997 - Abdulelah Al-Amri, calciatore saudita
- 1997 - Michael Breij, calciatore olandese
- 1997 - Pedro Báez, calciatore paraguaiano
- 1997 - Thabo Cele, calciatore sudafricano
- 1997 - Dennis Chembezi, calciatore malawiano
- 1997 - Chen Pu, calciatore cinese
- 1997 - Kyle Edwards, calciatore sanvincentino
- 1997 - Marco Fischbacher, sciatore alpino svizzero
- 1997 - Sebastián Gamarra, ex calciatore boliviano
- 1997 - Nene Hieda, attrice, doppiatrice e cantante giapponese
- 1997 - Jahquil Hill, calciatore britannico
- 1997 - Laura Leclair, fondista canadese
- 1997 - Lucas Lovat, calciatore brasiliano
- 1997 - Morgan Poaty, calciatore francese
- 1997 - Jordan Roland, cestista statunitense
- 1997 - Robert Windsor, ex giocatore di football americano statunitense
- 1997 - Valentina Zenere, attrice, cantante e modella argentina
- 1997 - Giosuè Zilocchi, rugbista a 15 italiano
- 1997 - Suhander Zúñiga, calciatore costaricano
- 1997 - Hamza Čataković, calciatore bosniaco
- 1998 - Tai Baribo, calciatore israeliano
- 1998 - Sofia Bonistalli, ex ginnasta italiana
- 1998 - Deonte Brown, giocatore di football americano canadese
- 1998 - Niklas Dorsch, calciatore tedesco
- 1998 - Robert Ergas, calciatore uruguaiano
- 1998 - Feng Shuo, tennista cinese
- 1998 - Oliver Filip, calciatore austriaco
- 1998 - Ben Godfrey, calciatore inglese-giamaicano
- 1998 - Grant Golden, cestista statunitense
- 1998 - Quentin Goulmy, ex cestista francese
- 1998 - Chloe Kelly, calciatrice inglese
- 1998 - Tim Lambrecht, cestista belga
- 1998 - Patricio Monti, calciatore argentino
- 1998 - Stephen Odey, calciatore nigeriano
- 1998 - Alice Pamio, pallavolista italiana
- 1998 - Andrés Sarmiento, calciatore colombiano
- 1998 - Nemanja Stojić, calciatore serbo
- 1998 - Anirudh Thapa, calciatore indiano
- 1998 - Darixon Vuelto, calciatore honduregno
- 1998 - Martin Šulek, calciatore slovacco
- 1999 - Kevin Nahin Álvarez Campos, calciatore messicano
- 1999 - Kelvin Arase, calciatore austriaco
- 1999 - Ja'Tyre Carter, giocatore di football americano statunitense
- 1999 - Alexandra Chidiac, calciatrice australiana
- 1999 - Miray Daner, attrice turca
- 1999 - Lance Duijvestijn, calciatore olandese
- 1999 - Dīmītrios Dīmītriou, calciatore cipriota
- 1999 - Asbjørn Hellemose, ciclista su strada danese
- 1999 - Millie Knight, sciatrice alpina britannica
- 1999 - Samuel Kolega, sciatore alpino croato
- 1999 - Cody Mauch, giocatore di football americano statunitense
- 1999 - Oh Se-hun, calciatore sudcoreano
- 1999 - Egor Proškin, calciatore russo
- 1999 - Claudia Purker, combinatista nordica e ex saltatrice con gli sci austriaca
- 1999 - Lucas Rodríguez, calciatore uruguaiano
- 1999 - Rodrigo Ruiz Díaz, calciatore paraguaiano
- 1999 - Idris Umaev, calciatore russo
- 1999 - Brayan Vera, calciatore colombiano
- 1999 - Kusini Yengi, calciatore australiano
- 1999 - Cho Yeong-jae, tiratore a segno sudcoreano
- 2000 - Erivaldo Almeida, calciatore brasiliano
- 2000 - Sebastián Cáceres, calciatore uruguaiano
- 2000 - Luis Demiquel, calciatore boliviano
- 2000 - Fabio Fehr, calciatore svizzero
- 2000 - Stephen Gopey, calciatore nigeriano
- 2000 - Maximiliano Guerrero, calciatore cileno
- 2000 - Joseph Hungbo, calciatore inglese
- 2000 - Imanol Machuca, calciatore argentino
- 2000 - Wachirawit Ruangwiwat, attore e conduttore televisivo thailandese
- 2000 - Franklin Tebo Uchenna, calciatore nigeriano

## XXI secolo(40)
- 2001 - Alexandra Agiurgiuculese, ginnasta rumena
- 2001 - Francisc Cristea, calciatore rumeno
- 2001 - Bandiougou Fadiga, calciatore francese
- 2001 - Golden Mafwenta, calciatore zambiano
- 2001 - Ken Matsui, lottatore giapponese
- 2001 - Iván Morante, calciatore spagnolo
- 2001 - Boštjan Murn, ex ciclista su strada e pistard sloveno
- 2001 - Mathias Ross, calciatore danese
- 2001 - Nazareno Sasia, pesista e discobolo argentino
- 2001 - Đỗ Thị Ánh Nguyệt, arciera vietnamita
- 2002 - Taran Armstrong, cestista australiano
- 2002 - Khalifa Diop, cestista senegalese
- 2002 - Pierre Ekwah, calciatore francese
- 2002 - Cody Lindenberg, giocatore di football americano statunitense
- 2002 - Juan Peinipil, calciatore argentino
- 2002 - Tim Stützle, hockeista su ghiaccio tedesco
- 2002 - Jannes Van Hecke, calciatore belga
- 2002 - Silvan Wallner, ex calciatore svizzero
- 2003 - Thibaut Bernard, pistard e ciclista su strada belga
- 2003 - Aleksander Buksa, calciatore polacco
- 2003 - Selina Egle, slittinista austriaca
- 2003 - Christian Marques, calciatore portoghese
- 2003 - Mariusz Fornalczyk, calciatore polacco
- 2003 - Salim Fago Lawal, calciatore nigeriano
- 2003 - Guillermo López, calciatore uruguaiano
- 2003 - Hamissou Dangabo, calciatore centrafricano
- 2003 - Gizo Mamageishvili, calciatore georgiano
- 2003 - Otar Mamageishvili, calciatore georgiano
- 2003 - Peng Xuwei, nuotatrice cinese
- 2003 - Andrés Salazar, calciatore colombiano
- 2003 - Jordan Semedo, calciatore capoverdiano
- 2003 - Joel Voelkerling Persson, calciatore svedese
- 2004 - Vitalij Cholod, calciatore ucraino
- 2004 - Emre Demir, calciatore turco
- 2004 - Kevin Pereira, calciatore paraguaiano
- 2004 - Grace VanderWaal, cantautrice statunitense
- 2005 - Bruno Caicedo, calciatore ecuadoriano
- 2005 - Matthieu Epolo, calciatore belga
- 2005 - Lucas Noubi, calciatore belga
- 2006 - Max Moerstedt, calciatore tedesco